# Venezillo sanchezi
Venezillo sanchezi är en kräftdjursart som först beskrevs av Lee Boone 1934.  Venezillo sanchezi ingår i släktet Venezillo och familjen Armadillidae. Inga underarter finns listade i Catalogue of Life.